# Franklin Pierce
Franklin Pierce (23. listopadu 1804 Hillsborough, New Hampshire – 8. října 1869 Concord) byl 14. prezidentem Spojených států, a to v letech 1853–1857. Byl také prvním americkým prezidentem narozeným v 19. století. V době jeho prezidentství vzrostlo napětí v USA, které posléze vedlo k americké občanské válce.

## Raný život
Pierce pocházel ze středostavovské rodiny. Hned po ukončení právnického vzdělání vstoupil do politiky za Demokratickou stranu. Postupně se stal členem sněmovny reprezentantů a senátu za stát New Hampshire. V době mexicko-americké války opustil politiku a aktivně se jí zúčastnil jako brigádní generál.
V roce 1852 byl vybrán za kompromisního prezidentského kandidáta Demokratické strany a jasně vyhrál volby proti kandidátovi Strany whigů.

## Prezidentství Franklina Pierce
Franklin Pierce je historiky souzen jako jeden z nejméně úspěšných prezidentů Spojených států amerických. Pokusil se sjednotit demokratickou stranu a uklidnit situaci v zemi tím, že do svého kabinetu jmenoval jak severní, tak jižanské demokraty. Jeho prezidentství však napětí ještě zvýšilo, což posléze vedlo k rozpoutání občanské války.

### Složení vlády
Prezident Pierce umožnil každé frakci v demokratické straně, aby nominovala svého kandidáta do jeho vlády. Nicméně jeho kabinet nezahrnoval žádné unionisty ani členy frakce Stephena A. Douglase.
Všichni kandidáti do Piercova kabinetu byli okamžitě a jednomyslně schváleni senátem. První týdny po své inauguraci strávil prezident obsazováním nižších pozic ve federální vládě. Pokusil se zastoupit všechny frakce, avšak žádnou z nich plně neuspokojil. Noviny na severu Pierce nazývaly podporovatelem separatistů, jenž do funkcí dosazuje otrokáře, kdežto tisk na jihu ho obviňoval z abolicionismu.

### Domácí politika

Rytý portrét Pierce z dob jeho prezidentství

Prezident Pierce zastával tehdejší klasickou demokratickou politiku, což bylo snížení pravomocí federální vlády a prosazování práv států. Většina Piercových návrhů a reforem byla kongresem zamítnuta.
Za jeho vlády pokračovaly války s kmenem Apačů a Utů. V roce 1854 po Grattanově masakru, kdy bylo indiány zabito 31 amerických vojáků, vypukla válka se Siouxi a roku 1856 byla rozpoutána válka na řece Rogue. Tyto války byly zpočátku neúspěšné a indiáni vítězili ve velkých bitvách, což vedlo až k opuštění několika pevností americkou armádou.

#### Otroctví
Pierce tvrdil, že se mu otroctví hnusí. Byl ale také zastáncem ústavy a práv jednotlivých států. V době jeho prezidentství ve Spojených státech se začala velmi přiostřovat otázka otroctví. Toto napětí ve společnosti Pierce spíše zvýšil podepsáním zákona o Kansasu a Nebrasce, podle kterého se obyvatelé těchto teritorií měli rozhodnout, zda v nich bude povoleno otroctví. Zrušil tím tak Missourský kompromis z roku 1820. Pierce doufal, že Kansas přijme otrokářství a Nebraska nikoliv. Posléze by do Unie přibyl jeden otrokářský a jeden svobodný stát, což by uspokojilo obě strany. Výsledkem byla pouze kritika. To, že do Kansasu přicházeli odpůrci otrokářství ale i jeho zastánci, vedlo následně k sérii konfliktů v Kansasu (1855–1858), kterou ukončil až zásah federálních vojsk. Někteří historici tyto události nazývají pravým začátkem občanské války.

### Zahraniční politika
Prezident Pierce a jeho ministr zahraničí William Marcy se pokusili změnit pohled na Spojené státy ve světě. Marcy vydal oběžník, jenž doporučil americkým diplomatům nosit „jednoduché šaty amerického občana“ namísto diplomatických uniforem. Také doporučil aby na amerických ambasádách pracovali pouze občané Spojených států.

#### Japonsko
Za prezidentství Pierce došlo k uzavření obchodních dohod s Japonskem a tím byla ukončena třistaletá izolace šógunátu. Smlouvy vyjednal komodor Matthew Perry, který pod výhrůžkou útoku donutil Japonsko otevřít přístavy pro zahraniční obchod. Pierce dohlížel na misi a zajistil, aby nepřekročila diplomatickou rovinu.

#### Americký kontinent
Ministr války Jefferson Davis přesvědčil Pierce, aby poslal železničního magnáta Jamese Gadsdena do Mexika s úkolem odkoupit půdu pro případnou železnici. Gadsden vyjednal v prosinci 1853 smlouvu s mexickým prezidentem Antoniem Lópezem de Santa Annou. USA zakoupilo jižní Arizonu a část Nového Mexika. Gadsdenova koupě ukončila územní spory mezi oběma státy. Kongres snížil cenu nákupu oblasti z 15 milionů dolarů na 10 milionů. Kongres také do smlouvy obsahoval přidal doložku občana Alberta G. Sloo, jehož zájmy byly koupí ohroženy. Pierce se postavil proti použití federální vlády k podpoře soukromého průmyslu a nepodpořil konečnou verzi smlouvy, která nicméně byla ratifikována. Platnost smlouvy zajistila Spojeným státům podobu jižní hranice, která se nezměnila do dnešních dob.
Prezident Pierce se pokoušel odkoupit Kubu od koloniálního Španělska. Koupi Kuby prosazovaly hlavně jižanské státy kvůli rozšíření otrokářství. Roku 1854 byl sepsán Jamesem Buchananem a Pierrem Soulém, ministrem pro Španělsko, Ostendský manifest, který popsal důvody proč mají Spojené státy koupit Kubu od Španělska a naznačuje, že by USA měly vyhlásit válku Španělsku, pokud by odmítlo. Manifest měl sloužit pouze pro účely Piercovy vlády a měl být držen v tajnosti, nicméně byl prozrazen samotným Soulém. Po nuceném zveřejnění byl prezident tvrdě odsouzen severními státy a obviněn z podpory rozšiřování otrokářství. Vyvolalo to i mezinárodní rozruch.
Během Pierceova prezidentského působení byly vztahy se Spojeným královstvím napjaté kvůli sporům o americká rybolovná práva u pobřeží Kanady a také kvůli tomu, že se USA stavěly proti ambicím Spojeného království ve střední Americe. Ministr zahraničí Marcy dokončil dohodu o obchodní reciprocitě s britským ministrem Johnem Cramptonem, což snížilo počet britských námořních hlídek v kanadských vodách. Smlouva, kterou Pierce považoval za první krok k americké anexi Kanady, byla ratifikována v srpnu 1854. Zatímco administrativa vyjednávala s Británií o kanadsko-americké hranici, americké zájmy byly také ohroženy ve střední Americe, kde Claytonova-Bulwerova smlouva z roku 1850 nedokázala zabránit Británii v rozšiřování jejího vlivu. Ministr pro Velkou Británii James Buchanan (pozdější prezident) se snažil přesvědčit Brity, aby se vzdala svých území v Latinské Americe.
Ve snaze zajistit přátelské vztahy se Spojenými státy během krymské války byli Britové připraveni vzdát se většiny svých nároků ve střední Americe. Incident v Brity chráněném přístavu Greytown zhoršil anglo-americké vztahy. Incident vedl Pierce k tomu, aby nařídil lodi USS Cyane plout ke Greytownu. Cyane Greytown zničil. Navzdory zničení Greytownu a amerických obstrukcí ve Střední Americe se britští obchodníci důrazně postavili proti válce se Spojenými státy a zajistili, že mezi oběma zeměmi nepropukne žádná válka. Buchananův nástupce, ministr pro Británii, George M. Dallas, uzavřel smlouvu, v níž Britové souhlasili s odchodem z Greytownu a z většiny dalších středoamerických území výměnou za uznání britských zájmů v Belize. Senát však dohodu neratifikoval.

## Pozdní období a smrt
Franklin Pierce se pokusil roku 1856 získat znovu nominaci své strany a pokračovat ve svém úřadu. Nicméně jeho vláda byla vysoce neoblíbena hlavně na severu a představitelé demokratické strany si uvědomovali riziko porážky. Nominován byl nakonec James Buchanan, který nebyl spojován s událostmi v Kansasu, jelikož většinu času Piercovy vlády strávil v zahraničí.
Po odchodu z Bílého domu zůstal dva měsíce ve Washingtonu, ale pak se opět se svojí rodinou odstěhoval do New Hampshire. Roku 1860 dostal nabídku, aby znovu kandidoval na prezidenta jako kompromisní kandidát, který sjednotí demokratickou stranu. Pierce však odmítl. Ve volbách podpořil Johna C. Breckinridge.
Po odtržení jižních států Pierce napsal bývalému prezidentovi Martinu Van Burenovi, že navrhne, aby problém vyřešila rada bývalých prezidentů. Nedostal však žádné reakce. Pierce se stavěl proti válce. Následně veřejně vystupoval proti omezování občanských svobod během války, čímž si získal podporu severních demokratů.
Alkoholismus v jeho pozdějším věku čím dál více podkopával jeho zdraví. V září roku 1869 začal trpět těžkou cirhózou jater a věděl, že už se nezotaví. Zemřel v pátek 8. října 1869 ve 4.35 ve věku 64 let. Prezident Ulysses S. Grant nechal vyhlásit den národního smutku.